# Eikvarenfamilie
Eikvarenfamilie (Polypodiaceae) is een familie van varens. De varens hebben een terrestrische, epifytische of epilitische groeiwijze met een kruipende en beschubde wortelstok. De enkelgeveerde of veerdelige bladeren staan verspreid en zijn geleed met de wortelstok. De vruchtbare en onvruchtbare bladeren zijn gelijk en hebben aan de voet twee grote en twee kleine vaatbundels, die naar boven toe samengaan in één vaatbundel. De ronde tot elliptische sporangiënhoopjes hebben geen dekvliesje.
Soorten uit deze familie gedeien in natte klimaten, vooral in het regenwoud. De meeste zijn epifytisch. In totaal bevat de familie zo'n vijftig geslachten met in totaal zo'n duizend soorten.
Tot de eikvarenfamilie behoort het geslacht eikvaren (Polypodium), waarvan in Nederland twee soorten voorkomen.

## Taxonomie

### Taxonomie volgens Systema Naturae 2000
Deze indeling, die onder andere (maar met enkele verschillen) gebruikt wordt door het Systema Naturae 2000 en door de Australian National Botanic Gardens deelt de Polypodiaceae in vijf onderfamilies. In deze indeling worden de 'grammitide' varens als een aparte familie Grammitidaceae beschouwd, of als een onderfamilie onder de Polypodiaceae.
- Onderfamilie Drynarioideae
  - Geslachten:
    - Aglaomorpha  - Drynaria

- Onderfamilie Loxogrammoideae
  - Geslacht:
    - Loxogramme

- Onderfamilie Microsoroideae
  - Geslachten:
    - Arthromeris  - Belvisia  - Christiopteris  - Colysis  - Diblemma  - Lecanopteris  - Leptochilus  - Microsorum  - Paraselliguea  - Podosorus  - Polypodiopteris  - Selliguea

- Onderfamilie Platycerioideae
  - Geslachten:
    - Platycerium  - Pyrrosia  - Saxiglossum

- Onderfamilie Pleopeltoideae
  - Geslachten:
    - Belvisia  - Dicranoglossum  - Drymotaenium  - Lemmaphyllum  - Lepisorus  - Marginariopsis  - Microgramma  - Neolepisorus  - Neurodium  - Pleopeltis  - Paragramma  - Solanopteris

- Onderfamilie Polypodioideae
  - Geslachten:
    - Anapausia  - Anarthropteris  - Campyloneurum  - Dictymia  - Goniophlebium  - Gymnogrammitis  - Hyalotrichopteris  - Neocheiropteris  - Niphidium  - Paragramma  - Pecluma  - Phlebodium  - Polypodium  - Pycnoloma  - Synammia  - Thylacopteris

- Onderfamilie Grammitidoideae
  - Geslachten:
    - Acrosorus  - Adenophorus  - Calymmodon  - Ceradenia  - Chrysogrammitis  - Cochlidium  - Ctenopteris  - Glyphotaenium  - Grammitis  - Lellingera  - Prosaptia  - Scleroglossum  - Themelium  - Xiphopteris  - Zygadenia  - Zygophlebia

### Taxonomie volgens Smith et al. (2006)
Volgens de taxonomische beschrijving van Smith et al. (2006) omvat de familie ongeveer 56 geslachten en 1200 soorten. Ze bevat dan ook de soorten die volgens ander auteurs in aparte families werden opgenomen, namelijk Drynariaceae, Grammitidaceae, Gymnogrammitidaceae, Loxogrammaceae, Platyceriaceae en Pleurisoriopsidaceae.
Alhoewel de familie op zich een monofyletische eenheid vormt, zijn een aantal van de onderliggende geslachten duidelijk polyfyletisch of parafyletisch en zullen in de toekomst dus nog wijzigingen ondergaan.
Smith et al. delen deze familie niet verder in:
- Geslachten:
  - Acrosorus  - Adenophorus  - Aglaomorpha  - Arthromeris  - Belvisia  - Calymmodon  - Campyloneurum  - Caobangia  - Ceradenia  - Christiopteris  - Chrysogrammitis  - Cochlidium  - Colysis  - Ctenopteris  - Dicranoglossum  - Dictymia  - Drynaria  - Drymotaenium  - Enterosora  - Goniophlebium  - Grammitis  - Gymnogrammitis  - Kontumia  - Lecanopteris  - Lellingeria  - Lemmaphyllum  - Lepisorus  - Leptochilus  - Loxogramme  - Luisma  - Melpomene  - Microgramma  - Micropolypodium  - Microsorum  - Neocheiropteris  - Neurodium  - Niphidium  - Pecluma  - Phlebodium  - Phymatosorus  - Platycerium  - Pleopeltis  - Pleurosoriopsis  - Podosorus  - Polypodioides  - Polypodium  - Prosaptia  - Pyrrosia  - Scleroglossum  - Selliguea  - Serpocaulon  - Synammia  - Terpsichore  - Themelium  - Thylacopteris  - Zygophlebia

### Beschreven soorten
Van de eikvarenfamilie worden de volgende soorten in detail beschreven:
- Geslacht: Platycerium
  - Soorten:
    - Platycerium bifurcatum (hertshoornvaren)
    - Platycerium coronarium (kroonhertshoornvaren)

- Geslacht: Polypodium (eikvaren)
  - Soorten:
    - Polypodium cambricum (zuidelijke eikvaren)
    - Polypodium interjectum (brede eikvaren)
    - Polypodium vulgare (gewone eikvaren)
    - Polypodium ×mantoniae (bastaardeikvaren)